# Bethesda (Ohio)

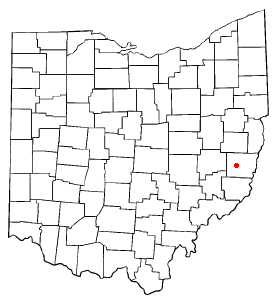
Bethesda na planie stanu Ohio

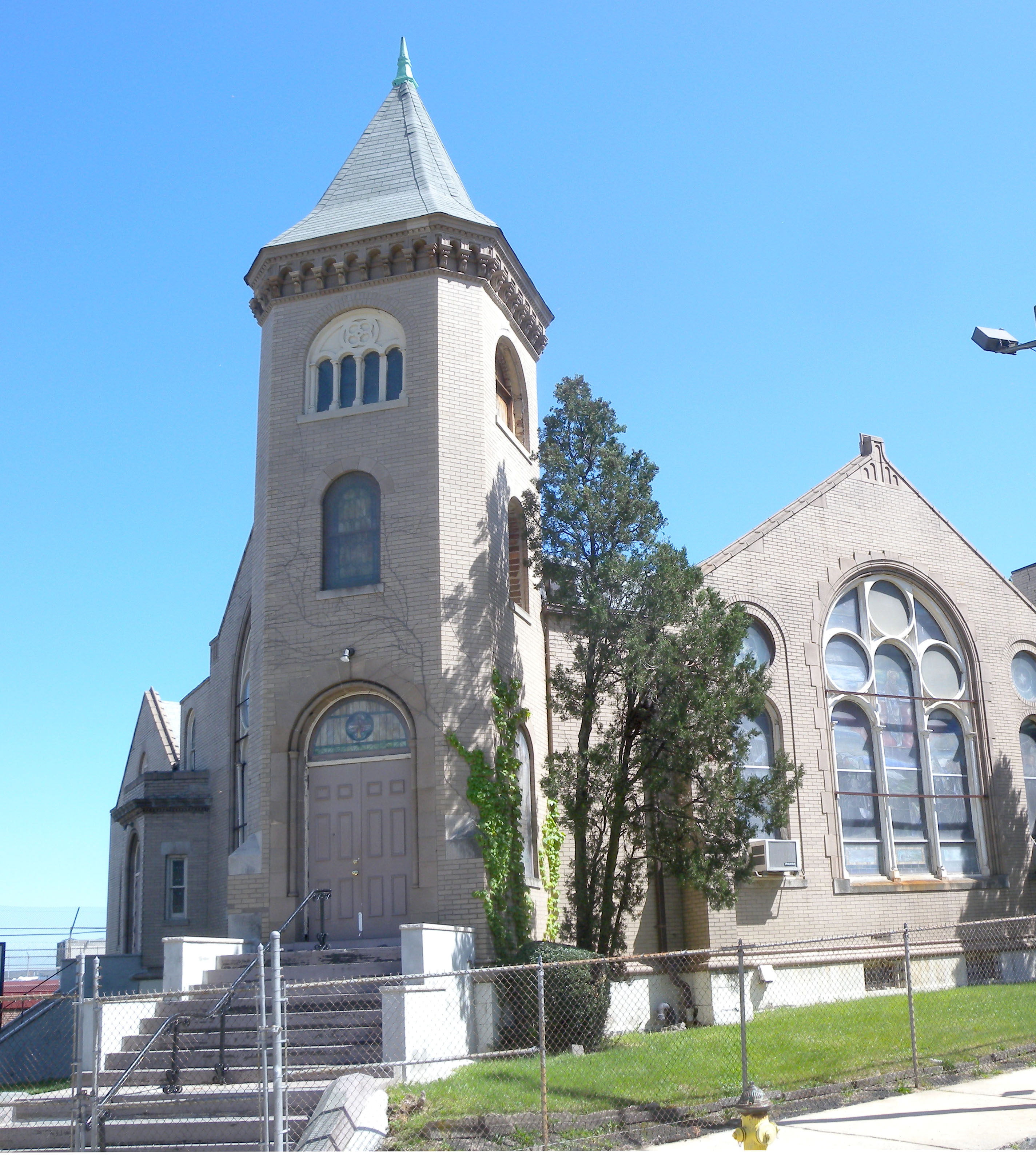
Bethesda - kościół

Bethesda – wieś w USA, Hrabstwo Belmont w stanie Ohio. Miejscowość została oficjalnie nazwana w roku 1910.
W roku 2010, 24% mieszkańców było w wieku poniżej 18 lat, 9,9% było w wieku od 18 do 24 lat, 22,5% miało od 25 do 44 lat, 29,8% miało od 45 do 64 lat, 13,6% było w wieku 65 lat lub starszych. We wsi było 46,6% mężczyzn i 53,4% kobiet.
Liczba mieszkańców w 2010 roku wynosiła 1 256, a w roku 2012 wynosiła 1 246.